# Central nuclear de Clinton

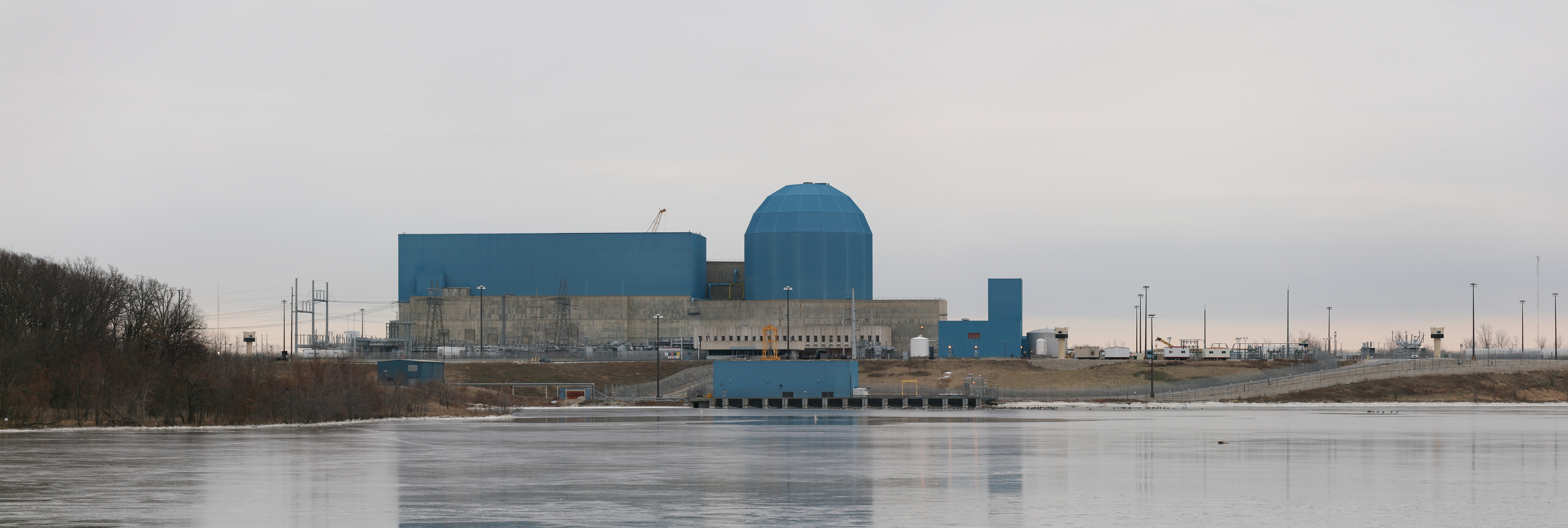
Central nuclear de Clinton

La central nuclear de Clinton es un reactor de agua en ebullición de General Electric situada cerca de Clinton, Illinois. Ocupa una superficie de 20 km², con una reserva de refrigeración de 57 km². El coste final de construcción de Clinton superó los 4000 millones de dólares, lo que provocó que la planta produzca la energía más cara del Medio Oeste americano.
El propietario y operador es la AmerGen Energy Company, la cual es propiedad asociada de la Exelon Corporation.